# Lionel Monckton
Lionel Monckton (Londra, 18 dicembre 1861 – Londra, 15 febbraio 1924) è stato un compositore britannico.

## Biografia

### Dall'avvocatura al teatro
Lionel John Alexander Monckton nacque a Londra il 18 dicembre 1861 dal Segretario Comunale John Braddick Monckton (8 luglio 1832-3 febbraio 1902) e da Lady Maria Louisa Long Monckton (1837-1920) che aveva la passione per il teatro e recitava come attrice dilettante. La sorella minore Augusta scrisse dei romanzi con lo pseudonimo di "Martin J. Pritchard". Lionel venne educato alla scuola Charterhouse di Godalming e successivamente all'Oriel College presso l'Università di Oxford.
Lionel si laureò nel 1885 e durante gli anni di università recitò in diverse commedie e scrisse le musiche per le rappresentazioni dell'Oxford University Dramatic Society, di cui fu uno dei fondatori, e per il Phil-Tespian Club.
Dopo la laurea Lionel iniziò a lavorare presso il Lincoln's Inn come avvocato, ma si tenne come lavoro part-time sia come compositore che come critico di teatro, prima per la Pall Mall Gazette e poi per il Daily Telegraph. Il suo primo lavoro teatrale fu Mummies and Marriages rappresentato da una compagnia dilettante nel 1888 e due anni dopo riuscì a far entrare la sua canzone What will you have to drink?, con le parole di Basil Hood, nel burlesque Cinder Ellen up too late, da quel momento in poi le sue canzoni furono richieste per molte altre opere.

### Gli inizi
Lionel iniziò una collaborazione con il Gaiety Theatre di Londra, allora amministrato da George Edwardes, lavorando come compositore e talvolta come paroliere. In quegli anni lavorò con Arthur Roberts al burlesque Claude Du-Val nel 1894, con Ivan Caryll per The Shop Girl e successivamente per The Circus Girl del 1896 ed A Runaway Girl del 1898. Il 1900 vide nascere The Messenger Boy e The Toreador (Il toreador) insieme ad Ivan Caryll dell'anno seguente al Gaiety Theatre che arriva a 675 recite.
Nel 1902, Lionel sposò l'attrice Gertie Millar, che lui stesso aveva scoperto e fatto conoscere a Edwardes. Gertie inizialmente lavorò in molti degli spettacoli preparati dal marito che scrisse per lei diverse canzoni, tuttavia il matrimonio non fu felice come ci si poteva aspettare; Gertie chiese anche il divorzio, ma Lionel si rifiutò di concederglielo.
Oltre che per il Gaiety, dove si rappresentavano commedie leggere, Lionel lavorò anche per il Daly's Theatre dove si privilegiavano opere più romantiche collaborando spesso con Sidney Jones.

### Il picco della carriera
Nel 1902 Jones lasciò Edwardes che diede a Lionel la possibilità di comporre il suo primo musical interamente suo, A Country Girl (La bella fanciulla del villaggio) (18 gennaio 1902 con Hayden Coffin ed Evie Greene al Daly's Theatre di Londra arrivando a 729 recite), avvalendosi della collaborazione di Paul Rubens (29 aprile 1875-5 febbraio 1917), cui seguirono The Orchid del 1903 e The Cingalee del 1904. Le ultime canzoni che scrisse per il Gaiety furono per The Spring Chicken del 1905, The New Aladdin del 1906 con Gaby Deslys e Lily Elsie al Gaiety Theatre (Londra) e The Girls of Gottenberg dell'anno seguente. Molti dei brani scritti in quell'epoca diventarono famosi e a tutt'oggi vengono ancora suonati.
La bella fanciulla del villaggio va in scena al Teatro Reinach di Parma il 17 marzo 1908.
In quel periodo Lionel inizia a collaborare con Howard Talbot ed il paroliere Arthur Wimperis e la loro prima opera fu The Arcadians prodotta nel 1909 da Robert Courtneidge 29 giugno 1859-6 aprile 1939) che divenne uno dei più grandi successi di Lionel.
Nel 1910 Edwardes prese in affitto il teatro Adelphi e per il nuovo teatro Lionel musicò The Quaker Girl (La piccola quacchera) dello stesso anno e The Dancing Mistress del 1912. Il suo ultimo grande successo fu The Boy prodotto dopo la morte di Edwardes ed anche in piena prima guerra mondiale, sempre in collaborazione con Talbot.

### Il ritiro
La morte di Edwardes e il cambio di gusti che la guerra aveva portato al teatro imponendo ritmi più sincopati provenienti dall'America e l'avvento, anche in Inghilterra, del ragtime spinsero Lionel a ritirarsi dalle scene. Inizialmente, continuò a collaborare per musicare alcuni spettacoli di rivista, ma pian piano si ritirò completamente. Le sue musiche rimasero piuttosto popolari almeno fino alla seconda guerra mondiale quando i ritmi americani si imposero ancora di più.
Lionel morì a Londra il 15 febbraio 1924 e venne sepolto al Brompton Cemetery. Gertie, rimasta vedova, si risposò poco dopo con William Ward, II conte di Dudley.